# Codia triverticillata
Codia triverticillata là một loài thực vật có hoa trong họ Cunoniaceae. Loài này được H.C.Hopkins & Pillon mô tả khoa học đầu tiên năm 2007.